# Cyrtonops asahinai
Cyrtonops asahinai är en skalbaggsart som beskrevs av Mitono 1947. Cyrtonops asahinai ingår i släktet Cyrtonops och familjen långhorningar.
Artens utbredningsområde är Taiwan. Inga underarter finns listade i Catalogue of Life.